# Livistona chinensis
Livistona chinensis (Jacq.) R. Br. ex Mart. è una pianta della famiglia delle Arecacee originaria di Cina e Giappone, nota volgarmente come ventaglio cinese o palma fontana.

## Descrizione

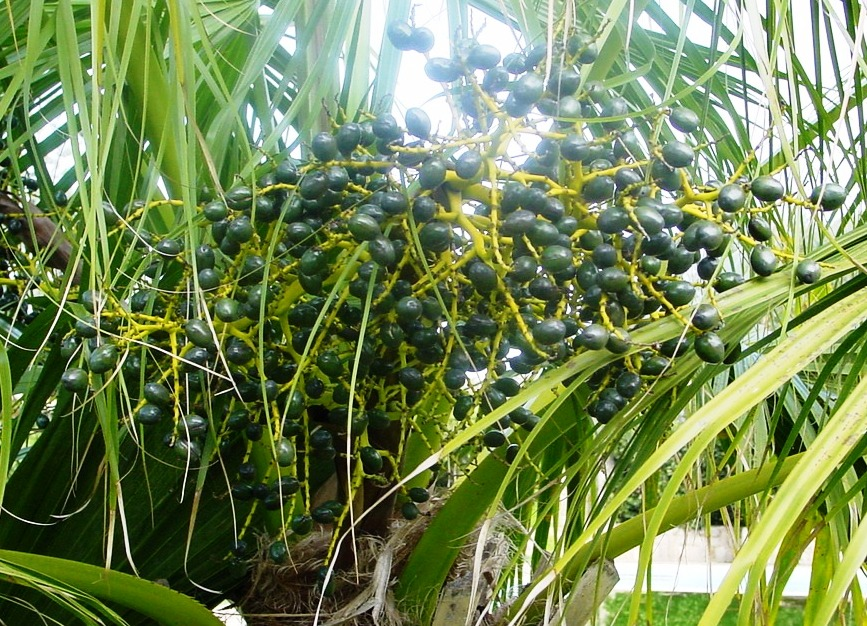
Frutti

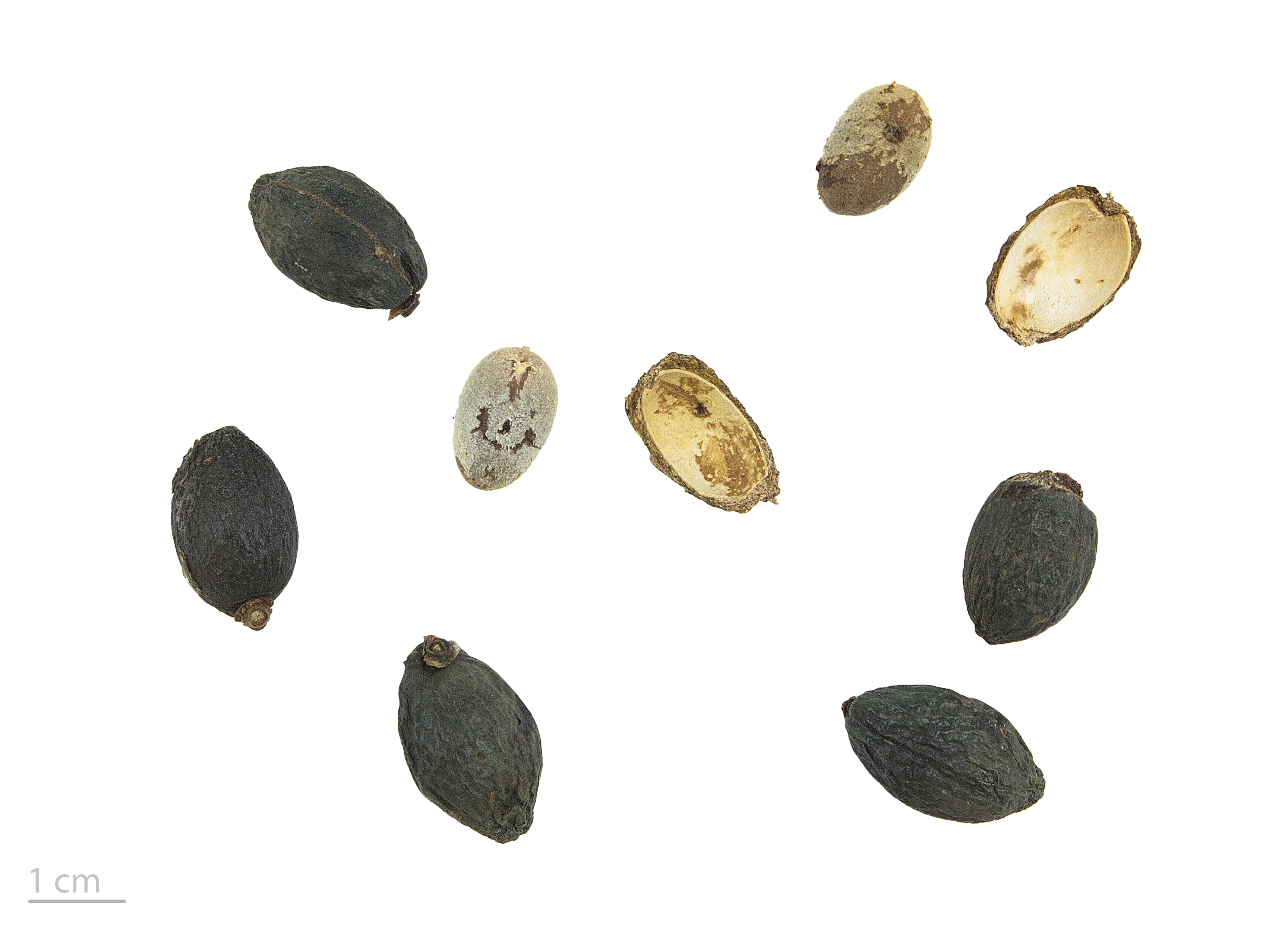
Semi

Ha stipiti verde-brunastri, grigiastri con l'età, di circa 3-7,5 m di altezza, raramente fino a 12 m e 20–30 cm di diametro, con un notevole rigonfiamento alla base, ed evidenti cicatrici fogliari nella parte superiore.
La chioma molto densa è di 2–3 m di diametro, con foglie persistenti, lunghe fino a 3,5 m, palmato-reniformi di colore verde-chiaro lucente con sfumature grigiastre o giallastre, lungamente frangiate presentano il margine diviso fino a metà in numerosi segmenti pendenti; il picciolo è provvisto di protuberanze spinose di colore brunastro, può raggiungere il metro di lunghezza.
I fiori ermafroditi con 3 sepali, 3 petali ovali e 6 stami, di colore giallo-crema sono riuniti in uno spadice lungo 1,8 m.
I frutti ovali di 2–3 cm sono di colore verdastro, bluastro a maturità, contengono semi ovali brunastri.
Ha crescita molto lenta.

## Distribuzione e habitat
Livistona chinensis è una specie originaria della Cina sud-orientale (Hainan), del Giappone (isole Ryūkyū) e di Taiwan.
È coltivata come pianta ornamentale in molti paesi della zona temperata.